# Calambur
Calamburul este un joc de cuvinte bazat pe echivocul rezultat din asemănarea formală a unor cuvinte deosebite ca sens.
Jocurile de cuvinte apar în comunicarea curentă, cotidiană (în formele ei subiective, expresive), în publicitate, dar și în unele texte literare. Situațiile tipice în care se folosesc jocurile de cuvinte sunt: replica spirituală, anecdota sau „bancul” lingvistic, unele sloganuri publicitare. 
Relația lexicală se manifestă fie în prezența ambilor termeni, în raport de omonimie („La vremuri noi… tot noi”) sau paronimie („De la eroare la oroare”), fie doar în prezența unuia dintre aceștia, celălalt fiind evocat de context.